# Marie-Fanny Gournay
Pour les articles homonymes, voir Gournay.
Marie-Fanny Gournay (née Demey), née le 6 mars 1926 à Hazebrouck (Nord) et décédée le 4 février 2020 à Caëstre (Nord), est une femme politique française.

## Détail des fonctions et des mandats
Mandats locaux
- 1971 - 2001 : Maire de Caëstre
- 1979 - 1985 : Conseillère générale du canton d'Hazebrouck-Nord
- 1985 - 1992 : Conseillère générale du canton d'Hazebrouck-Nord
- 1992 - 1998 : Conseillère générale du canton d'Hazebrouck-Nord

Mandats parlementaires
- 28 mars 1993 - 21 avril 1997 : Députée de la 15e circonscription du Nord[3].
- 15 janvier 1990 - 27 septembre 1992 : Sénateur du Nord[4].